# Aphanotriccus
Aphanotriccus es un género de aves paseriformes perteneciente a la familia Tyrannidae que agrupa a dos especies originarias de América Central y del Sur, donde se distribuyen desde el este de Nicaragua hasta el norte de Colombia. A sus miembros se les conoce por el nombre común de mosqueros y también mosqueritos o mosquiteritos.

## Etimología
El nombre genérico masculino «Aphanotriccus» se compone de las palabras del griego «aphanēs» que significa ‘oculto, obscuro’, y «τρικκος trikkos»: pequeño pájaro no identificado; en ornitología, triccus significa «atrapamoscas tirano».

## Características
Las aves de este género son dos pequeños tiránidos midiendo entre 12 y 13,5 cm de longitud, que se parecen bastante con las del género Empidonax en forma y tamaño, pero con más colorido. Son inconspícuas en la vegetación densa de selvas de baja altitud, y prefieren áreas cercanas a cursos de agua o pantanos. Forrajean solitarias o en pareja, y no acostumbran juntarse a bandadas mixtas.

## Taxonomía
Los amplios estudios genético-moleculares realizados por Tello et al. (2009) descubrieron una cantidad de relaciones novedosas dentro de la familia Tyrannidae que todavía no están reflejadas en la mayoría de las clasificaciones. Siguiendo estos estudios, Ohlson et al. (2013) propusieron dividir Tyrannidae en cinco familias. Según el ordenamiento propuesto, Aphanotriccus permanece en Tyrannidae, en una subfamilia Fluvicolinae Swainson, 1832-33, en una tribu Contopini Fitzpatrick, 2004 junto a Ochthornis, Cnemotriccus, Lathrotriccus, Mitrephanes, Sayornis, Empidonax, Contopus y, provisoriamente, Xenotriccus.

## Lista de especies
Según las clasificaciones del Congreso Ornitológico Internacional (IOC) y Clements Checklist/eBird, el género agrupa a las siguientes especies con el respectivo nombre popular de acuerdo con la Sociedad Española de Ornitología (SEO):
| Imagen | Nombre científico       | Autor          | Nombre común          | Estado de conservación | Distribución |
| ------ | ----------------------- | -------------- | --------------------- | ---------------------- | ------------ |
|        | Aphanotriccus capitalis | (Salvin, 1865) | mosquero pechileonado | VU                     |              |
|        | Aphanotriccus audax     | (Nelson, 1912) | mosquero piquinegro   | NT                     |              |